# Denis Rombaldoni
Denis Rombaldoni (ur. 14 marca 1989 w Pesaro) – włoski szachista, mistrz międzynarodowy od 2008 roku.

## Kariera szachowa
Wielokrotnie zdobywał medale mistrzostw Włoch juniorów w różnych kategoriach wiekowych, m.in. trzykrotnie złote (2002 – do 14 lat, 2004 – do 16 lat, 2007 – do 18 lat). Pomiędzy 2001 a 2008 r. kilkukrotnie reprezentował narodowe barwy na mistrzostwach świata i Europy juniorów (najlepszy wynik: VII m. w ME do 18 lat, Szybenik 2007). W 2006 r. wystąpił w drugiej narodowej drużynie na szachowej olimpiadzie w Turynie, w latach 2008 i 2010 był już podstawowym zawodnikiem reprezentacji. Oprócz tego, w 2009 r. był uczestnikiem drużynowych mistrzostw Europy. W latach 2009–2014 pięciokrotnie wystąpił w drużynowym turnieju o Puchar Mitropa (ang. Mitropa Cup), zdobywając złoty i dwa srebrne medale.
Normy na tytuł mistrza międzynarodowego wypełnił w latach 2005 (w Reggio Emilii, edycja 2004/05, dz. II m. za Aleksandrem Dełczewem, wspólnie z Mišo Cebalo, Igorem Miladinoviciem i Dmytro Komarowem), 2006 (w Budapeszcie, turniej First Saturday FS12 GM) oraz 2008 (w Gironie). W 2009 r. zajął IV m. (za Ahmedem Adlym, Ognjenem Cvitanem i Jean-Pierre’em Le Roux) w rozegranych w Rijece indywidualnych mistrzostwach państw śródziemnomorskich, natomiast w Sarre zajął IV m. w finale indywidualnych mistrzostw Włoch. W 2011 r. podzielił I m. (wspólnie z Fabio Bellinim, Fabio Bruno i Duilio Collutiisem) w otwartym turnieju w Montecatini Terme. W 2014 r. w kolejnym finale mistrzostw Włoch zajął IV miejsce.
Najwyższy ranking w dotychczasowej karierze osiągnął 1 listopada 2011 r., z wynikiem 2533 punktów zajmował wówczas 5. miejsce wśród włoskich szachistów.

## Życie prywatne
Brat Denisa Rombaldoniego, Axel, jest również znanym szachistą (posiada tytuł arcymistrza), olimpijczykiem i medalistą mistrzostw Włoch (m.in. złotym z 2014 roku).